# Pholcus berlandi
Pholcus berlandi is een spinnensoort uit de familie trilspinnen (Pholcidae). De soort komt voor in Senegal.